# Ambocylapus
Ambocylapus is een geslacht van wantsen uit de familie van de Miridae (Blindwantsen). Het geslacht werd voor het eerst wetenschappelijk beschreven door Herczek & Popov in 2000.

## Soorten
Het genus is monotypisch en bevat alleen de volgende soort:

- Ambocylapus kulickae Herczek & Popov, 2000